# Malgaši
Malgaši jsou etnická skupina obyvatel, kteří žijí na ostrově Madagaskar. Podle genetických výzkumů mají předky jak z afrických, tak i asijských populací – původní obyvatelé se zřejmě mísili s přistěhovalci z Indonésie, především z Bornea, kteří začali na ostrov přijíždět již kolem třetího století před naším letopočtem. Noví obyvatelé vyspělých námořních civilizací začali v horách pěstovat rýži, kterou si s sebou přivezli na svých vahadlových člunech. Pěstování rýže a ovocných plodin je, spolu s chovem dobytka, dosud hlavním zdrojem obživy Malgašů Kultura Malgašů byla do jisté míry ovlivněna kulturou arabskou a především východoafrickými Bantuy. První státní útvary zde vznikaly během 14. století, postupem času si vůdčí postavení vydobilo vnitrozemské království Imerina, které v 19. století ostrov politicky sjednotilo. Většina Malgašů dosud praktikuje tradiční náboženství, která se prolínají s křesťanstvím (45 %) a islámem (10–15 %).

## Etnika Malgašů

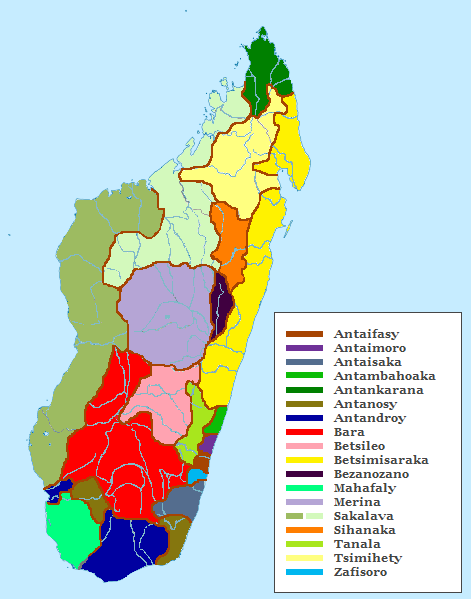
Etnické skupiny Malgašů

Malgašové se dělí do mnoha etnických podskupin (malgašsky foko), nejčastěji se udává 18–21 subetnik.[zdroj?] Nejpočetnějším subetnikem jsou Merinové, kteří spolu s příbuznými Sihanaky a Betsiley žijí na náhorních plošinách v širším okolí hlavního města Antananariva. Na východě ostrova žijí Betsimisarakové a jim blízce příbuzná pralesní etnika. Západní část ostrova obývají subetnika Sakalava, Vezo, Bara a několik dalších, francouzsky se souhrnně označují jako Côtiers (lidé z pobřeží) ačkoli Barové žijí spíše ve vnitrozemí na jihozápadě ostrova. Horské a pralesní skupiny mají zřetelné mongoloidní rysy a světlejší barvu pleti, zatímco Côtiers jsou silně promísení s později příchozími Afričany a mají proto již typicky černošské rysy. Nejpočetnější etnickou skupinou jsou Merinové, kteří také sehráli v historii zásadní úlohu při formování madagaskarského státu Imerina.[zdroj?]
Mezi horskými a pobřežními etniky se často vyskytují etnické třenice.
Etnika vysočiny (Haut-plateau)
- Merina – nejpočetnější skupina Malgašů, obyvatelé širšího okolí hlavního města Antananariva. Jejich králové během 19. století sjednotili ostrov.
- Sihanakové – severní sousedné Merinů, rolníci a rybáři z oblasti bažin a jezer.
- Betsileo – rolníci z jižní části vysočiny, proslulí hudebníci.
- Zafimaniry – blízcí příbuzní Betsileů, žijí v horských lesích.

Etnika pobřeží (Côtiers)
- Antambahoaka – malá a konzervativní skupina z jihovýchodu, nejsou muslimové, ale praktikují obřízku
- Tanosy – východní sousedé Mahafalů. proslulí řezbáři a umělci
- Antesaka – žijí na východním pobřeží, ale jsou příbuzní se Sakalavy, prosluli kovářstvím.
- Betsimisaraka – nejpočetnější ze subetnik žijících v oblasti pralesů na východním pobřeží, v 18. století byli spojenci Mórice Beňovského
- Antaimoroni – malá skupina z východu, známí léčitelé a kouzelníci. Zřejmě jsou potomky nejpozdější vlny přistěhovalců z Indonésie.
- Mahafaly – pastevci z jihozápadu, vynikají svým řezbářským uměním
- Sakalava – pastevecké etnikum ze západu ostrova, tmaví a vysocí, spíše afrického vzhledu
- Antankarana – nejsevernější skupina, vyznávají islám.
- Tsimihety – zemědělci z horských údolí, tvoří přechod mezi obyvateli vysočiny a pobřeží.
- Antandroy – nejjižnější skupina, pastevci z trnitého buše, používají neprostupné živé ploty z kaktusů.
- Bara – pastevci z vnitrozemí, žijí jižně od Betsileů a východně od Sakalavů, mají nápadně tmavou pokožku a negroidní rysy.
- Tanala – pralesní lidé, zejména sběrači a lovci, známí výrobou bubnů a znalostmi léčivých bylin.
- Bezanozano – malá skupina ze severovýchodu, příbuzní Betsimisaraků, typický je pro ně účes s mnoha copánků, podobný stylu afro.
- Vezo – obyvatelé západního pobřeží, příbuzní Sakalavů, jsou to věhlasní mořeplavci a rybáři ovlivnění arabskou kulturou.
- Antefasy – obyvatelé bažin z jihovýchodu ostrova, konzervativní a silně patriarchální rolníci.
- Makoa – potomci otroků z afrického Mosambiku, kteří přijali malgašský jazyk a tradice.

## Náboženství
Převážná část Malgašů jsou animisté a vyznávají tedy tradiční náboženství. Nejvyšší bůh je nazýván Zanahary nebo Andriananahary, vládne hromem a bleskem a je pokládán za stvořitele. Velice významný je kult předků, spojený s budováním nákladných hrobek, které jsou především u kmenů Antanosy a Mahafala na jihozápadě ostrova zdobeny dřevěnými sloupovitými skulpturami „aloalo“. Mrtví bývají, obvykle při výročí svého úmrtí, vyjímání z hrobu, převlečeni do nového rubáše a opět pobřbeni. Tento rituál se nazývá „famadihana“ a má charakter veselé slavnosti, při níž pozůstalí oslavují setkání se zemřelými. Jednotlivá subetnika mají různé zvyky, liší se například různými „fady“, což jsou místní tabu týkající se hlavně uctívání předků, ale i některých zvířat. Systém fady omezuje životy Malgašů a jejich chování. V některých oblastech je například zakázáno lovit všudypřítomné lemury, protože jejich zabití přináší smůlu. Uctívaný je zejména největší druh lemura – indri. Uctívaným zvířetem je i skot zebu, přestože tradiční náboženství nezapovídá jeho zabíjení. Býci zebu bývají často obětováni při pohřbech nebo náboženských slavnostech. Tradiční léčitelé a věštci dosud hrají významnou roli zejména na venkově.
Zbylých 45 % Malgašů jsou křesťané, převážně protestanti, méně katolíci. Menšina dosahující asi 10 %, zahrnující především subetnikum Antankarana ze severu ostrova, jsou muslimové. Křesťanství a do jisté míry islám však jsou ovlivněny místními zvyky, kultem předků a dodržováním tabu.

## Jazyk
Jazykem Malgašů je malgaština. Navzdory etnické různorodosti mluví většina obyvatel stejným jazykem a místní nářečí se od sebe příliš neliší. Malgaština patří do malajsko-polynéské jazykové rodiny. Dříve se zapisovala písmem sorabe, což je derivát arabského písma, od 19. století se však zapisuje latinkou. Patří k baritským jazykům původem z jižního Bornea, odkud také zřejmě pocházela hlavní vlna osadníků směřující na Madagaskar.

### Původ malgaštiny
Holandský námořník a obchodník Frederick de Houtman publikoval roku 1603 slovník „Spraek ende woordboek, in de Maleysche en Madagaskarsche talen“, v němž položil vedle sebe malajské a malgašské výrazy a jasně tak ukázal jejich podobnost a příbuznost. Již od první poloviny 17. století se srovnávací studie malajštiny a malgaštiny stávaly stále přesnější a propracovanější. Roku 1708 publikoval jiný Holanďan Hadrian Reland jasná a systematická srovnání. Od té doby se příbuznost obou jazyků považuje za všeobecně prokázanou. Zhruba o 130 let později řadí Wilhelm von Humboldt malgaštinu do indonéské (v současné klasifikaci malajsko-polynéské) větve austronéské jazykové rodiny.
Zásadním krokem kupředu pak byla až práce Otto Christiana Dahla Malgache et Maanjan (1951). Dahl zjistil dosud nebývalou podobnost jazyka Maanjanců z Bornea s malgaštinou jak ve fonologii a syntaxi tak ve slovní zásobě.